# Katherina Boldina
Katherina Boldina, née le 21 avril 1969 à Moscou, est une pentathlonienne RUS.
Membre de l'équipe nationale de l'URSS et de la Russie moderne пятиборью de 1988 à 1994.

## Biographie
Болдина Catherine Gennadiévna (après le mariage - Сибирцева) est née le 21 avril 1969 à Moscou. Jusqu'à 15 ans elle faisait de la natation dans la piscine de "Travail" à Moscou, a effectué 1 adulte décharge.
En 1985, elle s'est moderne пятиборьем dans le sport à l'école "Spartak" moderne пятиборью et équestres (région de Moscou, le Khimki). Alors, ici, a été organisé par le groupe de пятиборья sous la direction du champion olympique Минеева Victor Alexandrovitch, formateurs: Карташов Alexis (coach de la Russie), maître de sport, Sergueï Mironov.
Elle est diplômée du  Centre régional de l'institut de la culture physique et du sport (le village Малаховка) de Moscou .
Préconisé de "Spartacus" (Moscou).
Maître des sports de la Russie de classe internationale sur le pentathlon moderne.

## Palmarès

### Championnats d'Europe
- 1993 à Győr,  Hongrie
  -  Médaille d'argent en équipe

### Championnats de L'URSS
- -  Médaille d'or en individuel 1988
  -  Médaille d'or en équipe 1991
  -  Médaille de bronze en équipe 1990

### Championnats de Russie
- -  Médaille d'or en individuel 1993

### La coupe de (Кубок) URSS
- -  Médaille d'or en relais 1990
  -  Médaille de bronze en équipe 1990